# Podaljšana kvadratna kupola
| Podaljšana kvadratna kupola | Podaljšana kvadratna kupola               |
| --------------------------- | ----------------------------------------- |
|                             |                                           |
| Vrsta                       | Johnsonovo telo J18-J19-J20               |
| Stranske ploskve            | 4 trikotnika 3.4+1 kvadratov 1 osemkotnik |
| Oglišča                     | 20                                        |
| Robovi                      | 36                                        |
| Konfiguracija oglišča       | 8(42.8) 4+8(3.43)                         |
| Grupa simetrije             | C4v                                       |
| Dualni polieder             | -                                         |
| Lastnosti                   | konveksna                                 |
| mreža telesa                |                                           |

Podaljšana kvadratna kupola je eno izmed Johnsonovih teles (J19). Kot že ime nakazuje, jo dobimo s podaljševanjem kvadratne kupole (J4) tako, da dodamo osemstrano prizmo na njeno osnovno ploskev.

## Prostornina in površina
Naslednja izraza za prostornino (V) in površino (P) ter polmer očrtane krožnice (C) so uporabni za vse vrste stranskih ploskev, ki so pravilne in imajo dolžino roba a 
{\displaystyle V=(3+{\frac {8{\sqrt {2}}}{3}})a^{3}\approx 6,77124...a^{3}}
{\displaystyle A=(15+2{\sqrt {2}}+{\sqrt {3}})a^{2}\approx 19,5605...a^{2}}
{\displaystyle C=({\frac {1}{2}}{\sqrt {5+2{\sqrt {2}}}})a\approx 1,39897...a}

## Dualni polieder
Dualno telo podaljšane kvadratne kupole ima 20 stranskih ploskev: 8 enakokrakih trikotnikov, 4 deltoidi in 8 štirikotnikov.
| Dualno telo podaljšane kvadratne kupole | Mreža dualnega telesa |
| --------------------------------------- | --------------------- |
|                                         |                       |